# Euxoa turris
Euxoa turris là một loài bướm đêm trong họ Noctuidae.